# Фудзівара но Моросуке
Фудзівара но Моросуке (*藤原 師輔, 11 січня 909 — 31 травня 960) — середньовічний державний японський діяч, письменник і поет періоду Хейан. Відомий як Куджьо-доно (пан Куджьо), за те, що мав резиденцію на Дев'ятій вулиці (японською Куджьо) на півдні столиці Кіото. Зв'язки з імператорською родиною забезпечили його нащадкам посаду регента на довгі роки.

## Життєпис
Походив з аристократичного роду Фудзівара. Другий син Фудзівара но Тадахіри, сешшьо і кампаку. Його матір'ю була Мінамото но Соші, донька Мінамото но Йосіарі. Народився у 909 році. Здобув освіту під орудою батька, виявивши державницький і поетичний хист. У 923 році одружився з донькою Фудзівара но Цукінукі. У 924 році розпочав службу при дворі у Відомстві прислуги. У 928 році призначено до Департаменту фінансів.
У 930 році одружився з принцесою Кінші — донькою імператора Дайґо. Це перший випадок, коли представник неімператорської родини взяв шлюб з імператорською донькою. Раніше шлюби знаті з доньками імператорів влаштовувалися після того, як принцеси позбавлялися свого імператорського статусу. Того ж року отримав нижчий п'ятий ранг, 933 року — старший п'ятий ранг, 934 року — нижчий четвертий ранг. У 937 році одружився з іншою донькою Дайґо — Гаші. У 938 році надано старший четвертий ранг та призначено середнім державним радником. У 939 році вперше політично стикнувся зі старшим братом Санейорі.
У 945 році після сходження на трон імператора Муракамі стає старшим державним радником з молодшим другим рангом. Також очолив Правим начальником імператорської гвардії. У 947 році призначається Правим міністром, отримавши також старший другий ранг. Невдовзі Моросуке набрав таку силу, що перевершив свого старшого брата Фудзівара но Санейорі, що тоді став Лівим міністром. Задля зміцнення свого становища Фудзівара но Моросуке видав свою доньку Анші за імператора. Після народження нею спадкоємця Рейдзея у 950 році Моросуке фактично очолив імператорський двір, зберігавши значний політичний вплив до 960 року, коли захворів.
Через хворобу Моросуке пішов у відставку, ставши незадовго до смерті ченцем. Помер 31 травня 960 року.

## Творчість
Склав книгу «Куджьо ненчю ґьоджі» («Річні церемоні Куджьо»), в яких виклав правила придворного церемоніалу Куджьо-рю. Тим самим Фудзівара но Моросуке заснував власну школу церемоніалу. Створив щоденник «Кюрекі» («Календар Куджьо») і настанови для нащадків «Куджьо-доно ікай» («Заповіт пана Куджьо»). Також був автором численніх творів дидактичного спрямування.
Також був талановитим поетом. Усі свої вірші у стилі вака об'єднав у збірку «Моросуке-шю» («Збірка Моросуке»). 36 віршів Моросуке включено до збірки «Гошен вака-шю» («Остання збірка японських віршів»).

## Родина
1. Дружина — Фудзівара но Сейші, донька Фудзівара но Цукінукі.
Діти:
- Фудзівара но Коретада (924—972), регент у 970—972 роках
- Фудзівара но Канемічі (925—977), кампаку у 973—977 роках
- Фудзівара но Канеіє (929—990), сешшьо у 986—990 роках
- Фудзівара но Тадакімі (д/н–968)
- Фудзівара но Ансі (927—964), дружина імператора Муракамі
- Фудзівара но Тоші (д/н-975), дружина принца Шіґеакіри
- Кімі, дружина Мінамото но Такаакіри
- Фудзівара но Фуші

2. Дружина — донька Фудзівара но Акітади.
Діти:
- Фудзівара но Токацу
- Фудзівара но Томото

3. Дружина — донька Фудзівара но Кімікацу.
Діти:
- Фудзівара но Тотабі (д/н-989)

4. Дружина — принцеса Кінші, донька імператора Дайґо.
дітей не було
5. Дружина — принцеса Гаші, донька імператора Дайґо.
Діти:
- Фудзівара но Такаміцу (939—994), поет
- Фудзівара но Тамеміцу (942—992)
- Цзізен (943—990), буддистський чернець
- Айміа, дружина Мінамото но Такаакіри

6. Дружина — принцеса Коуші, донька імператора Дайґо.
Діти:
- Шінкаку (955—1041), буддистський чернець
- Фудзівара но Кінсуе (956—1029), великий державний міністр у 1029 році

7. Дружина — невідома.
Діти:
- Фудзівара но ханші, дружина імператора Ітідзьо
- Шігенобу